# Ленгмюр (лунный кратер)
Кратер Ленгмюр (лат. Langmuir) — большой древний ударный кратер в южном полушарии обратной стороны Луны. Название присвоено в честь американского химика Ирвинга Ленгмюра (1881—1957) и утверждено Международным астрономическим союзом в 1970 году.  Образование кратера относится к нектарскому периоду.

## Описание кратера

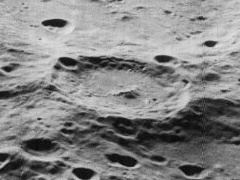
Снимок зонда Lunar Orbiter - V.

Ближайшими соседями кратера являются кратер Чебышёв примыкающий на северо-западе; кратер Брауэр примыкающий на востоке и кратер Бюффон на юго-западе. Селенографические координаты центра кратера 35°51′ ю. ш. 128°53′ з. д. / 35,85° ю. ш. 128,89° з. д., диаметр 91,5 км, глубина 2,8 км.
Кратер Ленгмюр имеет полигональную форму и умеренно разрушен. Вал сохранил достаточно четкие очертания, перекрыт множеством мелких кратеров, в северо-западной и юго-западной части перекрыт приметными кратерами. Внутренний склон значительно шире в юго-восточной части по сравнению с остальным периметром, в этой части он имеет террасовидную структуру. Высота вала над окружающей местностью достигает 1430 м, объем кратера составляет приблизительно 8000 км³. Дно чаши сравнительно ровное в западной части и пересеченное в восточной. Немного северо-восточнее центра чаши находится массивный центральный пик в виде полумесяца состоящий из анортозита (A), габбро-норито-троктолитового анортозита с содержанием плагиоклаза 85-90 % (GNTA1); габбро-норито-троктолитового анортозита с содержанием плагиоклаза 80-85 % (GNTA2) и анортозитового габбро-норита (AGN).

## Сателлитные кратеры
Отсутствуют.

## См.также
- Список кратеров на Луне
- Лунный кратер
- Морфологический каталог кратеров Луны
- Планетная номенклатура
- Селенография
- Минералогия Луны
- Геология Луны
- Поздняя тяжёлая бомбардировка